# Juni 2010
| Juni 2010 |
| Månader under 2010: Januari · Februari · Mars · April · Maj · Juni · Juli · Augusti · September · Oktober · November · December ← December 2009 · Januari 2011 → |

## Händelser

### Juni
- 1 juni – Teracom förbereder det digitala marknätet i Sverige inför lanseringen av HDTV senare under året.[1]
- 2 juni – 12 personer dödas och ytterligare 25 skadas när taxichauffören Derrick Bird öppnar eld mot slumpvist utvalda människor under fem timmar runt om på olika platser i det engelska grevskapet Cumbria.
- 6 juni – En konjunktion inträffar mellan planeterna Jupiter och Uranus.
- 9 juni – Parlamentsval hålls i Nederländerna.
- 11 juni – Årets världsmästerskap i fotboll, som hålls i Sydafrika, inleds.
- 13 juni – Val till Belgiens federala parlament hålls, efter att parlamentet upplöstes den 6 maj 2010.
- 18 juni - Filmen Toy Story 3 har premiär i USA.
- 19 juni – Sveriges kronprinsessa Victoria och Daniel Westling gifter sig.[2]
- 22 juni – Mari Kiviniemi efterträder Matti Vanhanen som Finlands statsminister.
- 24 juni – Julia Gillard efterträder Kevin Rudd som Australiens premiärminister och blir därmed den första kvinnan på posten.
- 30 juni – Filippinernas president Gloria Macapagal-Arroyo avslutade sin 6-åriga mandatperiod och sin 9-åriga tid på posten som började den 20 januari 2001.

### Fotnoter
1. ↑  ”Arkiverade kopian”. Arkiverad från originalet den 9 oktober 2010. https://web.archive.org/web/20101009232808/http://www.teracom.se/Sandarinformation/Utbyggnadsplaner/. Läst 6 november 2010.
2. ↑  ”Så var kronprinsessan Victorias bröllop”. Dagens nyheter. 12 juni 2005. http://www.dn.se/nyheter/sverige/sa-var-kronprinsessan-victorias-brollop/. Läst 11 september 2016.